# Perdon de Barbana

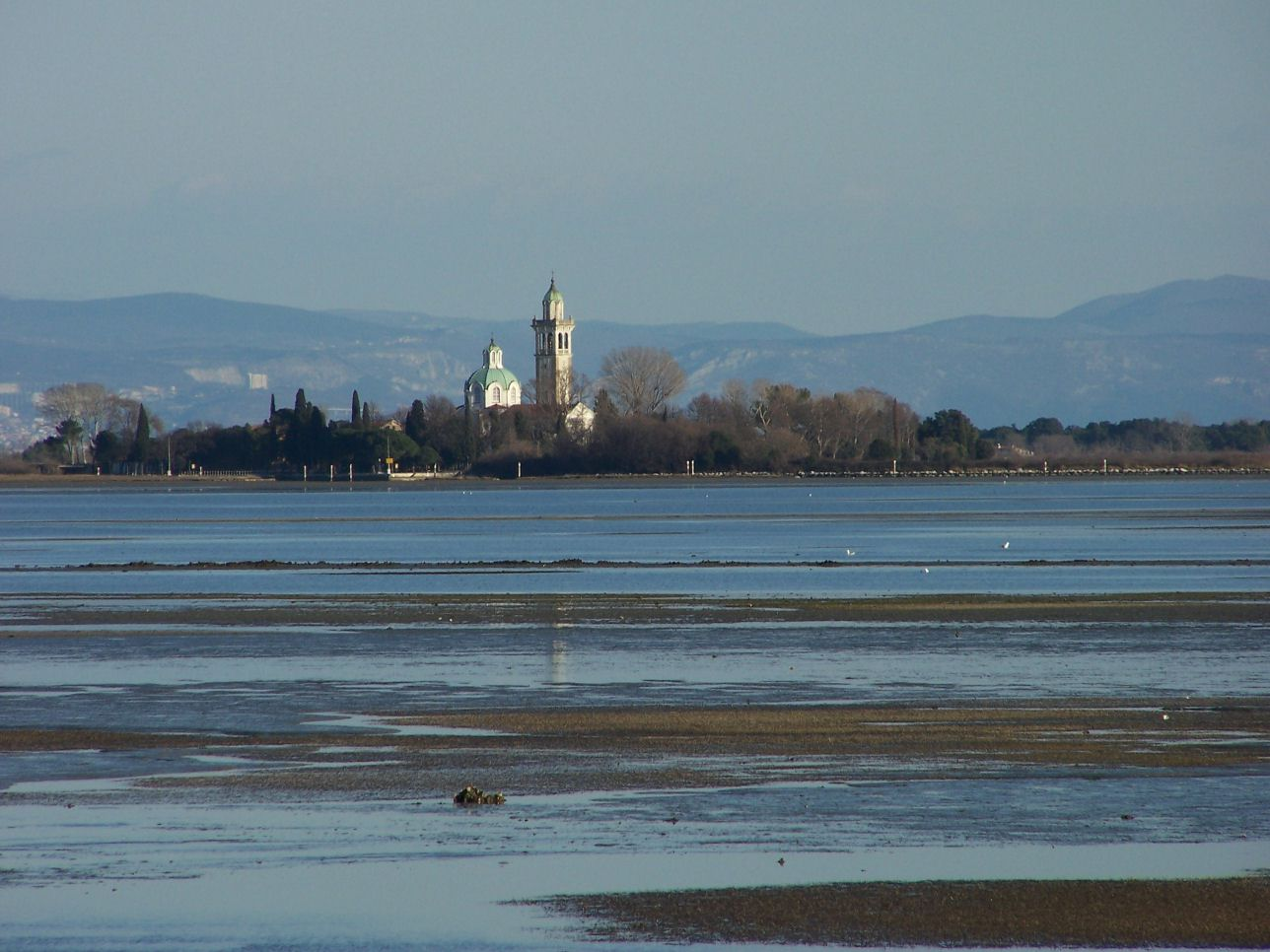
Die Insel Barbana

Die Perdòn de Barbana  ist das wichtigste religiöse Fest in Grado. Das Fest wird am ersten Sonntag im Juli gefeiert und besteht hauptsächlich aus einer Prozession, bei der die Statue der Madonna mit dem Kinde von der Gradeser Basilika Sant’Eufemia zur nahegelegenen Insel Barbana  gefahren wird. Das Fest wird auch als das Fest der Gradeser Fischer bezeichnet.

## Entstehung der Prozession
Der Ursprung der Perdòn de Barbana geht auf das Jahr 1237 zurück, um der Madonna für das Ende einer Pestepidemie zu danken. In diesem Jahr versprach der damalige Patriarch Leonardo Querini jedes Jahr die Madonna-Statue zu besichtigen und durch Grado zu tragen. Ursprünglich fand die Prozession  am 2. Juli zum Fest Mariä Heimsuchung statt, bei der mindestens ein Familienmitglied jeder Gradeser Familie teilnehmen musste. Als  im Jahre 1925  56 Boote in der Gradeser Fischereiflotte in einem Sturm versanken, wurden nach dem Anrufen der Madonna alle Schiffbrüchigen gerettet. Man gelobte neuerlich eine Prozession, die seitdem jährlich stattfindet. Heute beten die Gradeser während der Prozession für ein neues gutes Fischereijahr und den Schutz der Fischer bei der Arbeit.

## Der Ablauf der Perdòn de Barbana

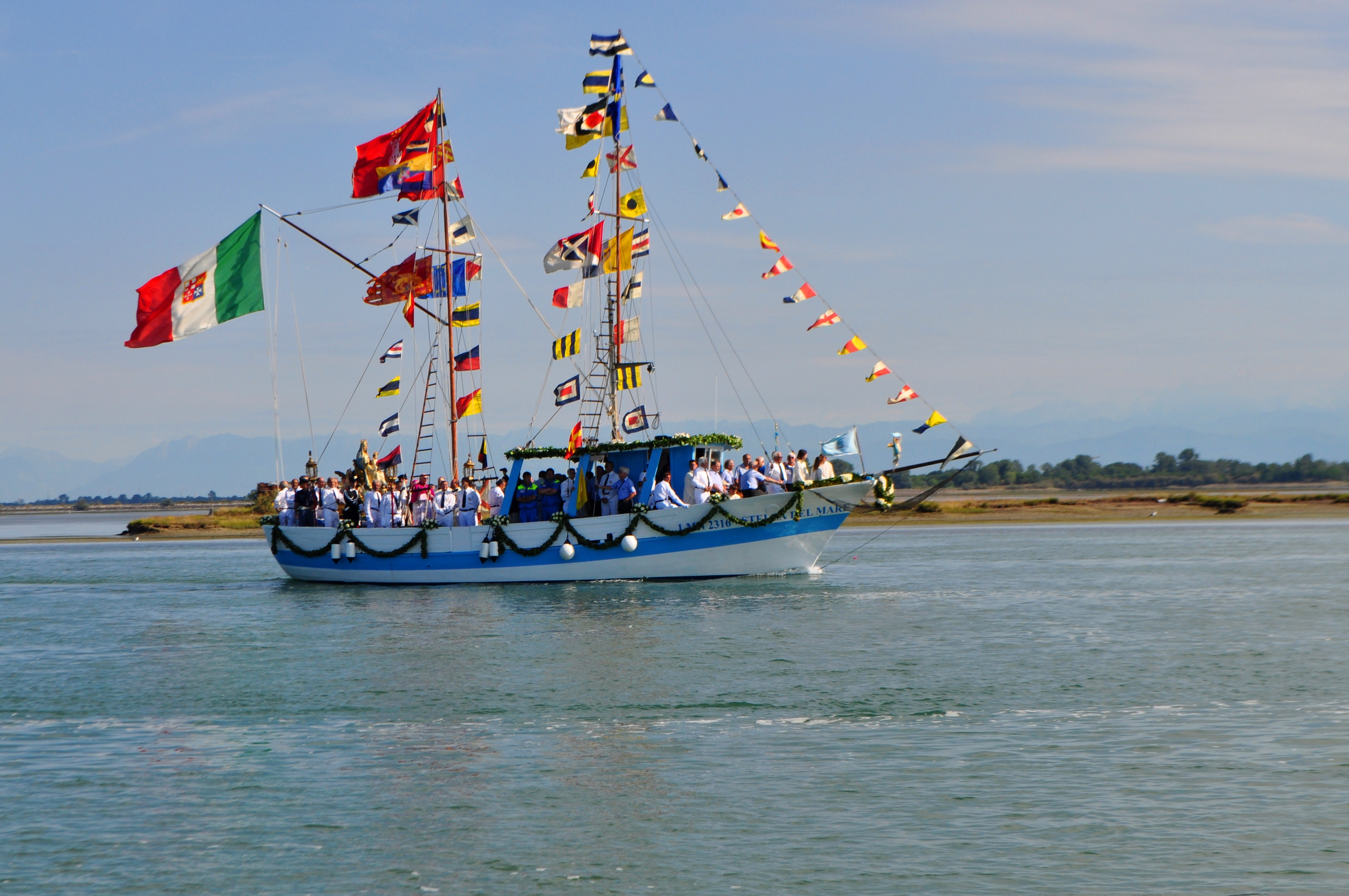
Das Hauptschiff Stella del Mare mit der Madonna-Statue

Traditionell beginnt das Fest am ersten Samstag im Juli. Dieser Samstag wird als Sabo Grando bezeichnet. Das Hafenviertel wird in der Nacht vom Freitag auf Samstag festlich geschmückt. Abends findet das traditionelle Concerto del Sabo Grando der Banda Civica Città di Grado (Stadtkapelle von Grado) statt, sowie ein großes Feuerwerk, welches auf dem Meer und der Spiaggia Principale abgeschossen wird. Sonntag früh starten die Feierlichkeiten mit einem Gottesdienst in der Basilika Sant’Eufemia. Von dort wird die Madonna-Statue von den Portatori della Madonna zum Hafen von Grado getragen. Begleiten werden sie von der Banda Civica di Grado (Stadtkapelle von Grado) sowie von vielen Einheimischen, den Gradeser Fischern und Schaulustigen.
Die Statue wird auf ein großes Fischerboot geladen, welches als Festboot umgebaut und festlich geschmückt wurde. Daraufhin verlassen unzählige festlich geschmückte Fischerboote den Hafen von Grado und fahren durch die Lagune zur Insel Barbana. Von dort wird die Madonna-Statue in die Kirche von Barbana getragen, wo darauf ein Gottesdienst stattfindet. Dieser Gottesdienst findet bei gutem Wetter unter freiem Himmel statt. 
Am Nachmittag kehren dann die Boote nach Grado zurück und die Madonna-Statue wird feierlich in die Basilika Sant’Eufemia zurückgetragen. Den feierlichen Abschluss der Prozession bildet das Te Deum und ein abschließender Gottesdienst in der Basilika von Grado.

## Sonstiges
Weitere große Prozessionen nach Barbana finden jährlich auch am 15. August zu Mariä Himmelfahrt und am 8. September zu Mariä Geburt statt.